# Arrivano i titani
Arrivano i titani è un film del 1962 diretto da Duccio Tessari.
Rispetto ai peplum tradizionali presenta una violenza più edulcorata e con vena umoristica. Incassò 438.000.000 di lire.

## Trama
Cadmo, il re di Creta, è riuscito a impossessarsi del segreto dell'invulnerabilità. Ora non teme più nessuno, nemmeno gli dèi, e sceglie di autoproclamarsi sovrano e Dio di Creta.
Un'antica profezia della Sibilla lo avvisa però che quando sua figlia, Antiope, conoscerà l'amore, il suo regno di terrore cadrà. Per tale motivo fa crescere la figlia circondata da sole donne, e fa in modo di consacrarla sacerdotessa impedendole per sempre di amare.
Il dio Giove è furioso dell'atteggiamento di Cadmo che, ritenendosi l'unica vera divinità, ha smesso di onorare e rispettare gli dei; per questo il padre degli Dei si rivolge al titano Crios, un uomo dotato di una forza sovrumana rinchiuso da millenni nell'averno, affinché catturi Cadmo e lo porti al suo cospetto per essere giudicato; Giove promette a Crios la libertà per lui e i suoi fratelli se riuscirà nell'intento di portare Cadmo negli inferi.
Arrivato a Tebe, Crios tenta, con l'aiuto di un servo muto del re di nome Achille, di avvicinarsi al sovrano, ma finisce per essere incarcerato. Qui trova il muscoloso Rator dalla forza erculea e si accorge che in un angolo in alto della prigione c'è una piccola finestra con delle sbarre. Crios si arrampica e vede Antiope, rimanendone innamorato al primo istante. Anche Antiope, che non aveva mai visto un uomo prima, rimane colpita dal titano.
Il giorno successivo i prigionieri sono obbligati ad affrontarsi in pubblici combattimenti all'ultimo sangue. Rator stermina tutti i suoi avversari; arriva il turno di Crios che, fresco, deve affrontare lo stanchissimo Rator, reduce da una decina di combattimenti. Crios vince il duello ma rifiuta di finire Rator ed entra nelle grazie del re che lo prende a corte come guardia del corpo e consigliere. Durante la notte, Crios riesce a trovare Antiope, ma viene avvistato da una delle sue ancelle che avvisa la regina, che comincia a sospettare del giovane.
Il re ordina una battuta di caccia, la preda da catturare è Rator a cui viene dato un vantaggio di qualche ora per raggiungere il mare; Crios fa coppia con il re e lo conduce direttamente al punto in cui sa che Rator si nasconde. Giunti alla riva del mare, Crios rivela al re la sua missione e tenta di condurlo a Giove, ma viene interrotto dalla regina e dalle guardie, che costringono Rator e Crios alla fuga.
Crios va negli inferi per rubare l'elmo di Ade, capace di rendere invisibile chi lo porta, e si reca nell'isola della Gorgona per liberare Antiope. Crios uccide la Gorgona ma viene ferito e non riesce a salvare Antiope, ed inoltre Rator viene catturato. A quel punto Giove manda in soccorso di Crios i fratelli, che affrontano e sconfiggono il re, salvando Antiope e riportando la pace a Creta.

## Produzione
(Antonella Lualdi)

## Critica
(Leo Pestelli)